# Albert Hofmann
Albert Hofmann (Baden, 11 de enero de 1906-Basilea, 29 de abril de 2008) fue un químico e intelectual suizo. Describió la estructura de la quitina, pero es más conocido por ser el primero en haber sintetizado, ingerido y experimentado los efectos psicotrópicos del LSD (dietilamida de ácido lisérgico), mientras estudiaba los alcaloides producidos por el cornezuelo del centeno (Claviceps purpurea).
El Dr. Pharm. (hc) Dr. Sc. Nat. (hc) Hofmann (denominación formal de su título académico) era miembro del Comité del Premio Nobel, la Academia Mundial de Ciencias, la International Society of Plant Research y la American Society of Pharmacognosy.
En 2007 fue nombrado n.º 1 en la lista de los «100 mayores genios vivos» elaborada por el diario británico The Telegraph.

## Comienzos y estudios previos al LSD
Con su tesis doctoral, Hofmann se doctoró en Zúrich «con distinción». En apenas tres meses, llevó a cabo la degradación de la quitina (el material del que están hechos los caparazones, alas y garras de los insectos, crustáceos y otros animales) y esclareció su estructura química.
El recién doctorado Albert Hofmann entró a trabajar en 1929 en el departamento químico-farmacéutico de los laboratorios Sandoz (llamados en la actualidad Novartis), en el equipo del profesor Arthur Stoll, fundador del departamento. Su intención al entrar en este laboratorio fue la de trabajar con productos naturales, en particular porque los otros dos laboratorios que se hallaban en la ciudad de Basilea trataban con productos sintéticos.
La sustancia cuyo consumo describiría como «una de las dos o tres cosas más importantes que he hecho en la vida», fue sintetizada por Albert Hofmann por primera vez en 1938, mientras estudiaba los derivados del ácido lisérgico en este departamento. Había comenzado estudiando el hongo del cornezuelo como parte de un programa para purificar y sintetizar componentes activos de plantas medicinales para su uso en fármacos. Y, durante cinco años, la dietilamida de ácido lisérgico permanecería en un cajón.
Volvió a llamarle la atención el 16 de abril de 1943. El propio Hofmann afirma que tuvo «la sensación de que esta sustancia podría poseer otras propiedades además de las establecidas en las primeras investigaciones». Esta intuición lo condujo a sintetizar de nuevo el LSD-25 para que el departamento farmacológico llevara a cabo más pruebas. Según sus propias palabras, «esto era bastante poco habitual; las sustancias experimentales, como regla, se retiraban definitivamente del programa de investigación una vez se había determinado que carecían de interés farmacológico».

## Descubrimiento de los efectos del LSD
Mientras purificaba y cristalizaba el LSD-25, lo interrumpieron una serie de sensaciones extrañas. Había absorbido una pequeña cantidad a través de la punta de sus dedos, y describiría las consecuencias en el informe que envió en aquel momento al profesor Stoll:

Viernes 19 de abril de 1943: me vi forzado a interrumpir mi trabajo en el laboratorio a media tarde y dirigirme a casa, encontrándome afectado por una notable inquietud, combinada con cierto mareo. En casa me tumbé y me hundí en una condición de intoxicación no desagradable, caracterizada por una imaginación extremadamente estimulada. En un estado parecido al del sueño, con los ojos cerrados (encontraba la luz del día desagradablemente deslumbrante), percibí un flujo ininterrumpido de dibujos fantásticos, formas extraordinarias con intensos despliegues caleidoscópicos. Esta condición se desvaneció dos horas después.
Albert Hofmann

La única explicación que encontró fue que hubiera absorbido a través de la punta de los dedos parte de la solución de LSD mientras se cristalizaba. El LSD-25, dedujo, debía ser una sustancia de potencia extraordinaria si había hecho eso con una cantidad tan pequeña. Resuelto a llegar al fondo del asunto, decidió llevar a cabo un experimento sobre sí mismo.
Así, tras una prueba con una cantidad menor, tres días después consumió 250 microgramos de LSD. Esta vez los efectos serían mucho mayores, y Hofmann necesitaba hacer grandes esfuerzos para poder hablar. Pidió a su asistente en el laboratorio, quien estaba al tanto del experimento, que le acompañase a casa; fueron en bicicleta, dando pie a lo que ya es leyenda, quizá el más famoso de los paseos en bicicleta.
Hofmann empezó a asustarse, viéndolo todo en su campo de visión ondulado y distorsionado, como si se tratara de un espejo curvado, y con la sensación de no estar moviéndose (aunque sería realmente lo contrario, y llegaron rápidamente a casa): era el desdoblamiento temporal inducido. Los efectos eran lo bastante fuertes como para que Hofmann no pudiera sostenerse en pie, y tuvo que dejarse caer en el sofá mientras solicitaba leche y su entorno se transformaba, los muebles girando y en continuo movimiento, adquiriendo formas grotescas que asustaban al doctor.
Más preocupante que el remolino de alrededor era el vórtice que amenazaba con absorber a Hofmann en su interior. Todo intento de ejecutar su voluntad y detener en sus palabras «la desintegración del mundo exterior y la disolución de mi ego», era en vano. Sintió como si un demonio le invadiera y poseyera su cuerpo, mente y alma; gritando y hundiéndose en su impotencia, aniquilado por la sustancia que había experimentado, «¿estaba muriendo, era esto la transición? ¿Iba a morir por su atrevimiento experimentando con esta sustancia que había reaccionado de forma inesperada, aunque lo hubiera hecho con las mayores precauciones que había sido capaz? (¿Y su mujer y sus tres hijos?)».
Sin embargo, no fue capaz el doctor familiar de detectar ningún síntoma anormal más allá de unas pupilas muy dilatadas, a pesar de las intensas indicaciones de Hofmann acerca del peligro mortal en el que se encontraba. El viaje fue diluyéndose poco a poco, y Hofmann pasó a un sentimiento de gratitud y de poseer una inmensa suerte, empezando a disfrutar de los colores y juegos de formas que se desplegaban ante sus ojos, de los sonidos que se convertían en ilusiones ópticas fantásticas.
No podría concebir aún Hofmann el uso del LSD-25 más allá de la medicina, una vez había percibido su cara más terrorífica; alguna pista, sin embargo, tendría. Nada de «resaca», al contrario, se encontraba limpio y radiante al día siguiente. Pero no sería hasta posteriores experimentos que empezaría a ser consciente de su potencial «visionario» e incluso curativo, un aspecto que fue desarrollado entre los años 1950 y 1960 por distintos departamentos universitarios de Psicología —especialmente conocido el del doctor Timothy Leary en Berkeley—, hasta que llegó la prohibición del LSD por parte de los gobiernos, como contraofensiva ante los peligros que para la estabilidad social suponía su uso por la contracultura hippie.
Hofmann, que consideraba a Timothy Leary «un tipo interesante pero con un exceso de protagonismo», se sintió terriblemente frustrado por la prohibición, argumentando que durante una década había sido utilizado con resultados espectaculares en el psicoanálisis. Consideraba que la sustancia había sido secuestrada por el movimiento hippie y que podía emplearse de forma irresponsable, pero que después había sido injustamente demonizada por el sistema al que el movimiento se oponía.

Si fuera posible detener su uso inapropiado, su mal uso, entonces pienso que sería posible dispensarla para su uso médico. Pero mientras siga siendo mal utilizada, y mientras la gente siga sin entender realmente los psicodélicos empleándolos como drogas placenteras errando a la hora de apreciar las muy profundas experiencias psíquicas que pueden inducir, su uso médico seguirá parado. Su consumo en las calles ha sido un problema durante más de treinta años. En las calles las drogas se entienden mal, y ocurren accidentes. Esto hace muy difícil que las autoridades sanitarias cambien su política y permitan el uso médico. Y aunque podría ser posible convencer a las autoridades sanitarias de que los psicodélicos podrían ser utilizados con seguridad en manos responsables, su uso callejero sigue haciendo muy difícil que estas autoridades sanitarias estén de acuerdo.

## Estudio de otros alucinógenos
Hofmann continuó estudiando productos naturales en Sandoz, así como con el estudio de las sustancias alucinógenas halladas en las setas y plantas mexicanas utilizadas por los mexicas y mayas, principalmente. Esto lo llevó a aislar por primera vez en 1958 en un laboratorio la sustancia conocida como psilocibina, componente activo de setas alucinógenas como Psilocybe mexicana o Psilocybe cubensis y a inventar el primer método de síntesis de esta sustancia en el laboratorio.
Se interesó también por la Rivea corymbosa, cuyas semillas son usadas por los nativos y llamadas «Ololiuhqui», cuya estructura psicoactiva, la amida de ácido D-lisérgico (LSA), halló muy cercana al LSD. También investigó la planta conocida como salvia (Salvia divinorum), aunque no consiguió identificar sus componentes activos (las salvinorinas), como pretendía.

## Últimos años y muerte

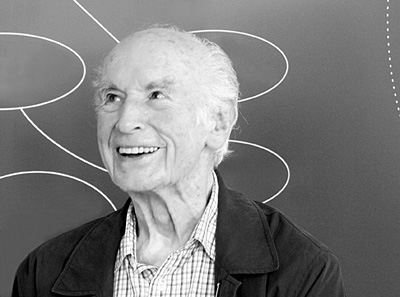
Albert Hofmann en 2006, con 100 años.

En 2006 cumplió los 100 años de edad, por lo que se celebró un simposio en su honor en el que fueron distinguidas las charlas de Mark McCloud,{{ conocido como el «padre» del Blotter Art y el mayor archivista hasta el momento, y del Instituto de las Imágenes Ilegales.
El 11 de enero de 2008, Hofmann cumplió 102 años de edad. El martes 29 de abril de 2008 murió en Basilea, Suiza, donde vivía hasta la fecha, a causa de un ataque al corazón.

## Legado
En diciembre de 2007, las autoridades suizas permitieron que se llevaran a cabo experimentos en psicoterapia con pacientes que sufrían de enfermedades físicas terminales. Fue el primer estudio sobre los efectos terapéuticos del LSD en el mundo en 35 años.[cita requerida]

## Obras
- Hofmann, Albert (2018). LSD. Cómo descubrí el ácido y qué pasó después en el mundo. Arpa Editores. ISBN 978-84-16601-70-7.
- Wasson, Robert Gordon; Hofmann, Albert; y Ruck, Carl A. P. (2013). El camino a Eleusis. Una solución al enigma de los misterios. Fondo de Cultura Económica. ISBN 978-607-16-1197-0.
- Hofmann, Albert (2006). La historia del LSD. Cómo descubrí el ácido y qué pasó después en el mundo. Editorial Gedisa. ISBN 978-84-9784-172-6.
- Hofmann, Albert (2001). LSD. Mi hijo monstruo. Editorial Gedisa. ISBN 978-84-7432-102-9.
- Schultes, Richard Evans; y Hofmann, Albert (2000). Plantas de los dioses. Orígenes del uso de los alucinógenos. Fondo de Cultura Económica. ISBN 978-968-16-6303-2.
- Hofmann, Albert (1997). Mundo interior. Mundo exterior. Pensamientos y perspectivas del descubridor del LSD. La Liebre de Marzo. ISBN 978-84-87403-29-3.